# Rhipidia (Rhipidia) nobilissima
Rhipidia (Rhipidia) nobilissima is een tweevleugelige uit de familie steltmuggen (Limoniidae). De soort komt voor in het Neotropisch gebied.